# Synagoga chasydów z Chabad-Lubawicz w Chersoniu
Synagoga chasydów z Chabad-Lubawicz w Chersoniu (ros. большая хабадскaя синагогa в Херсоне) – jedna z dwóch bóżnic należących do żydów związanych z ruchem Chabad-Lubawicz. 
Dwupiętrowy budynek wzniesiony w 1895 roku na ulicy Wittowskiej 21 (teraz: Gorkiego 21) – modliło się tu do tysiąca i pięciuset wiernych. 
Druga synagoga znajdowała się obok, mogła pomieścić 300 żydów. Po przejęciu władzy przez bolszewików mała bóżnica została zniszczona, duża działała do początku II wojny światowej. 
W 1943 roku została spalona przez Niemców, po wojnie odbudowana, ale odebrano ją gminie żydowskiej. W 1993 roku została oficjalnie zwrócona wyznawcom judaizmu. Po długim remoncie przywrócono ją do stanu używalności.